# 가인항 (남해군)
가인항은 경상남도 남해군 창선면 가인리, 가인마을 인근에 있는 어항이다. 2002년 8월 6일 어촌정주어항으로 지정하여 관리하고 있다. 시설관리자는 남해군수이다.

## 어항 연혁
- 1914년 행정구역 개편에 의거 가인리로 고쳐 불렀다.

## 어항 시설
- 선착장 L=144m, B=4.5m, 호안 L=125, B=5m

## 주요 어종
- 도다리, 노래미, 볼락 등